# アル・クーパー
アル・クーパー（Al Kooper、1944年2月5日 - ）は、アメリカの作曲家・ミュージシャン・プロデューサーである。本名はアラン・ピーター・クーパーシュミット (Alan Peter Kuperschmidt)。ボブ・ディランとの共演やブラッド・スウェット・アンド・ティアーズ結成を経て、1969年からソロとしても活動する。

## 来歴
ニューヨークブルックリン区のユダヤ人の一家に生まれ、クイーンズ区ホリス・ヒルズで育つ。独学でピアノやギターを弾き、1959年、ロイヤル・ティーンズにギタリストとして加入してプロデビューした。
1965年
ソングライターとして活動するうち、1月にボブ・ブラス及びアーウィン・レヴィンと共作した「恋のダイアモンド・リング」がゲイリー・ルイス&ザ・プレイボーイズのデビュー曲に起用される。同曲は同年2月に全米1位となる。ジーン・ピットニーのために「I Must Be Seeing Things」を書いた。
6月15日にボブ・ディランがアルバム『追憶のハイウェイ 61』のレコーディングを開始する。クーパーは見学のためにスタジオに入りマイク・ブルームフィールドと出会う。6月16日に「ライク・ア・ローリング・ストーン」録音の際、即興でオルガンの演奏を提案し、飛び入りでセッションに参加した。
1965年後半にブルース・プロジェクトのオーディションに参加してグループに加入する。1966年3月発表のデビュー・アルバム『Live at The Cafe Au Go Go』でオルガンを弾き、「I Want to Be Your Driver」でリード・ボーカルを担当した。
1966年
1月から3月にかけてボブ・ディランのアルバム『ブロンド・オン・ブロンド』のレコーディングに参加する。ほかにピーター・ポール&マリーの『The Peter, Paul and Mary Album』、トム・ラッシュの『Take a Little Walk with Me』などのレコーディングにも参加した。
6月発売のコンピレーション・アルバム『What's Shakin'』で自作曲「Can't Keep From Crying Sometimes」を発表する。
1967年
6月16日から18日にかけて野外コンサート「モントレー・ポップ・フェスティバル」が開催され、クーパーは17日昼の部に単独で出演した。秋にブラッド・スウェット・アンド・ティアーズ（BST）を結成する。
1968年
1968年初頭にモビー・グレープのジャム・セッションにマイク・ブルームフィールドとともに参加する。クーパーは「Black Currant Jam」で、ブルームフィールドは「Marmalade」でピアノを弾いた。アルバム『Wow/Grape Jam』は4月に発売される。
2月21日にBSTのファースト・アルバム『子供は人類の父である』が発売される。3月にBSTを脱退。
4月15日にニューヨークのジェネレーション・クラブで、ジミ・ヘンドリックス、B.B.キング、ポール・バターフィールド、ポール・バターフィールド・ブルース・バンドのエルヴィン・ビショップとフィリップ・ウィルソン（ドラムズ）、バジー・フェイトン（ベース）、クーパー（オルガン）らはジャム・セッションした。「ライク・ア・ローリング・ストーン」も取り上げられ、クーパーはオリジナルと同様にオルガンを弾いた。この演奏はいくつかの非公式CDに収載されている。
7月22日にマイク・ブルームフィールド、クーパー、スティーヴン・スティルス3人の名義でアルバム『スーパー・セッション』を発表する。
8月23日にロサンゼルスのハリウッド・ボウルで行われたサイモン&ガーファンクルのコンサートで、録音エンジニアを務める。この音源もいくつかの海賊盤に収載されている。
9月26日から27日にかけてサンフランシスコのフィルモア・ウェストでブルームフィールドと共演する。9月28日は出演不可能となったブルームフィールドの代役としてエルヴィン・ビショップ、カルロス・サンタナらがクーパーのコンサートに参加した。1968年にローリング・ストーンズの「無情の世界」、バターフィールド・ブルース・バンドの『In My Own Dream』、ジミ・ヘンドリックスの「長く暑い夏の夜」などのレコーディングに参加する。
1969年
前年にブルームフィールドと共演としたライブにオーバーダビングを施し、2枚組のアルバム『フィルモアの奇蹟』として発表。
2月、初のソロ・アルバム『アイ・スタンド・アローン』をリリースし全米54位となる。9月発売のジャニス・イアンのアルバム『愛のためらい (Who Really Cares )』にオルガンで参加する。
1970年以降
1972年にアトランタ市へ移住し、1972年9月にジョン・プライン「サム・ストーン」のカバー・バージョンをシングルとして発表する。1972年12月にアルバム『赤心の歌』を発表する。アルバムに収録された「ジョリー」は日本で格別に愛聴された。1972年にMCAレコードのサブ・レーベル「サウンズ・オブ・ザ・サウス」を設立し、レーナード・スキナードを世に出してサザン・ロック・ブームの一翼を担う。
1980年代以降は寡作となるが、2003年に初めて日本で公演し、2005年7月に11年ぶりの新作『ブラック・コーヒー』を発表した。
2016年12月10日放送の「NHKスペシャル ボブ・ディラン ノーベル賞詩人 魔法の言葉」で「ディランをよく知るミュージシャン」として取材を受ける。

## ディスコグラフィ

### アルバム
- 『アイ・スタンド・アローン』 - I Stand Alone（1969年）
- 『孤独な世界』 - You Never Know Who Your Friends Are（1969年）
- 『イージー・ダズ・イット』 - Easy Does It（1970年）
- 『紐育市（お前は女さ）』 - New York City (You're A Woman)（1971年）
- 『早すぎた自叙伝』 - A Possible Projection of the Future / Childhood's End（1972年）
- 『赤心の歌』 - Naked Songs（1972年）
- 『倒錯の世界』 - Act Like Nothing's Wrong（1976年）
- 『チャンピオンシップ・レスリング』 - Championship Wrestling（1982年）
- Rekooperation（1994年）
- Soul of a Man（1995年）※ライブ・アルバム
- Rare and Well Done（2001年）※ボックス・セット
- 『ブラック・コーヒー』 - Black Coffee（2005年）
- 『ホワイト・チョコレート』 - White Chocolate（2008年）

### コラボレーション・アルバム
- 『スーパー・セッション』 - Super Session（1968年）※マイク・ブルームフィールド、スティーヴン・スティルスと連名
- 『フィルモアの奇蹟』 - The Live Adventures of Mike Bloomfield and Al Kooper（1969年）※マイク・ブルームフィールドと連名
- 『クーパー・セッション』 - Kooper Session（1970年）※シュギー・オーティスと連名
- 『フィルモア・イーストの奇蹟』 - Fillmore East: The Lost Concert Tapes 12/13/68（2003年）※マイク・ブルームフィールドと連名、1968年録音

## 来日公演
- 2003年 6月15日 渋谷クラブクアトロ、17日,18日 SHIBUYA-AX、20日 心斎橋クラブクアトロ
- 2005年 10月5日,6日 東京国際フォーラムホールC
- 2007年 12月7日 Billboard Live OSAKA、9日,10日 Billboard Live TOKYO、12日 Billboard Live FUKUOKA
- 2009年 4月10日 名古屋Bottom Line、11日 大阪BIG CAT、14日,15日 Shibuya O-EAST